# Дзвінкий ясенно-твердопіднебінний фрикативний
Дзвінкий ясенно-твердопіднебінний фрикативний — приголосний звук, що існує в деяких мовах. У Міжнародному фонетичному алфавіті записується як ⟨ʑ⟩. М'який шиплячий приголосний, фрикатив. В українській мові цей звук передається на письмі літерою ж. Найм'якший у ряду шиплячих африкатів /ʑ/—/ʒ/—/ʐ/.
Деякі науковці використовують символ дзвінкого заясенного фрикатив /ʒ/ або його палаталізований варіант /ʒʲ/ для позначення /ʑ/.

## Назва
- Дзвінкий альвеоло-палатальний фрикатив(англ. Voiced alveolo-palatal fricative)
- Дзвінкий альвеоло-палатальний фрикатив-сибілянт (англ. Voiced alveolo-palatal sibilant fricative)
- Дзвінкий альвеоло-палатальний фрикативний
- Дзвінкий ясенно-твердопіднебінний фрикатив
- Дзвінкий ясенно-твердопіднебінний фрикативний

## Властивості
Властивості дзвінкого ясенно-твердопіднебінного фрикативного:
- Тип фонації — дзвінка, тобто голосові зв'язки вібрують від час вимови.
- Спосіб творення — фрикативний, тобто один артикулятор наближається до іншого, утворюючи вузьку щілину, що спричиняє турбулентність.
- Спосіб творення — сибілянтний фрикативний, тобто повітря скеровується по жолобку на спинці язика за місцем творення на гострий кінець зубів, що спричиняє високочастотну турбулентність.
- Місце творення — ясенно-твердопіднебінне, тобто він артикулюється передньою частиною язика за ясенним бугорком, а середня частина язика піднімається до твердого піднебіння.
- Це ротовий приголосний, тобто повітря виходить крізь рот.
- Це центральний приголосний, тобто повітря проходить над центральною частиною язика, а не по боках.
- Механізм передачі повітря — егресивний легеневий, тобто під час артикуляції повітря виштовхується крізь голосовий тракт з легенів, а не з гортані, чи з рота.

## Приклади
| Мова                      | Мова                      | Слово     | МФА        | Значення    | Примітки                                           |
| ------------------------- | ------------------------- | --------- | ---------- | ----------- | -------------------------------------------------- |
| абхазька                  | абхазька                  | ажьа      | [aˈʑa]     | заєць       | Див. абхазька фонетика                             |
| адигейська                | адигейська                | жьау      | [ʑaːw]     | тінь        |                                                    |
| кабардинська              | кабардинська              | жьэ       | [ʑa]       | рот         |                                                    |
| каталанська (схід.)       | каталанська (схід.)       | ajut      | [əˈʑut]    | допомога    | Див. каталанська фонетика                          |
| люксембурзька             | люксембурзька             | héijen    | [ˈhəi̯ʑɵ̞n]  | високий     | Алофон /ʁ/. Див. люксембурзька фонетика            |
| нижньолужицька            | нижньолужицька            | źasety    | [ʑäs̪ɛt̪ɨ]   | десятий     |                                                    |
| польська                  | польська                  | źrebię    | [ˈʑrɛbjɛw̃] | лоша        | Див. польська фонетика                             |
| португальська (Бразилія)  | португальська (Бразилія)  | magia     | [maˈʑi.ɐ]  | магія       | Алофон /ʒ/. Див. португальська фонетика            |
| російська                 | російська                 | езжу      | [ˈjeʑːʊ]   | їзжу        | Див. російська фонетика                            |
| румунська (Трансильванія) | румунська (Трансильванія) | 'geană    | [ʑanə]     | вія         | В стандартній мові – /d͡ʒ/. Див. румунська фонетика |
| сербська                  | сербська                  | пуж ħе    | [pûːʑ t͡ɕe̞] | равлик буде | Алофон /ʒ/ перед /t͡ɕ, d͡ʑ/. Див. сербська фонетика  |
| японська                  | японська                  | 火事/kaji | [kaʑi]     | пожежа      | Алофон /d͡ʑ/ між голосними. Див. японська фонетика  |